# Liste der Kulturdenkmäler in Frankfurt-Gallus
In der Liste der Kulturdenkmäler in Frankfurt-Gallus sind alle Kulturdenkmäler im Sinne des Hessischen Denkmalschutzgesetzes in Frankfurt-Gallus, einem Stadtteil von Frankfurt am Main aufgelistet.
Grundlage ist die Denkmaltopographie aus dem Jahre 1994, die zuletzt 2000 durch einen Nachtragsband ergänzt wurde.

## Kulturdenkmäler in Frankfurt-Gallus
| Bild                     | Bezeichnung                  | Lage | Beschreibung | Bauzeit                | Daten |
| ------------------------ | ---------------------------- | --- | --- | ---------------------- | ----- |
| Alte Hellerhofsiedelung  | Alte Hellerhofsiedelung      | Eppenhainer Straße 1–5, 14–20 (Idsteiner Straße 127–151, Josbacher Straße 4–14, 20, Lorsbacher Straße 5–9, Rebstöcker Straße 74–80, 95–125, Ruppertshainer Straße 3–13, 4–14, 19–23, 20–30, Schloßborner Straße 36–66, 37–67) Lage | |                        |       |
| weitere Bilder           | Erbbaublock                  | Erbbaustraße 1–13, 4–18 (Mainzer Landstraße 414, Wickerer Straße 9–23) Lage | Erbbaublock, durch die AG für kleine Wohnungen von 1901 bis 1909 erbaute Mietshauszeile an Grünanlage auf dem Siedlungsgelände des städtischen Katharinen- und Weißfrauenstifts. Erster deutscher Erbbauvertrag von 1903 mit Vereinshaus von 1903/04. Von Jugendstil beeinflusster Baustil aus Klinkern mit Ziermauerwerk und turmartig betonten Treppenhäusern. | 1901 bis 1909          |       |
| weitere Bilder           | Hellerhofsiedlung            | Fischbacher Straße 1–25, 6–24 (Frankenallee 152–174a, 176–200, Hornauer Straße 1–25, Kelkheimer Straße 1–17, 2–26, Langenhainer Straße 1–25, 2–26, Lorsbacher Straße 2–26, Schneidhainer Straße 1–17, 2–16) Lage                   | |                        |       |
| Friedenskirche           | Evangelische Friedenskirche  | Fischbacher Straße 2–4 (= Frankenallee 150) Lage | Evangelische Friedenskirche, Ziegelbau nach Entwurf von K. Blattner in Formen der frühen Moderne mit monumentaler Turmwand, rückwärtig Pfarrhaus und Kindergarten | 1925 bis 1928          |       |
| weitere Bilder           | Polizeipräsidium             | Friedrich-Ebert-Anlage 5–11 Lage | ehemaliges Polizeipräsidium, hinter Werksteinfassade in Formen des späten Neobarock mit klassizistischen Zügen | 1914                   |       |
| weitere Bilder           | Adlerwerke                   | Kleyerstraße 11–23 Lage | Adlerwerke, Fabrikkomplex der Adlerwerke (vorm. Heinrich Kleyer AG) in Anlehnung an Stilformen oberitalienischer Fortifikationsbauten der Spätgotik | 1889–1912              |       |
| weitere Bilder           | Falkschule                   | Ludwigstraße 34–38 Lage | Falkschule, ehemalige Westend-Mittelschule von 1910 hinter Neobarocker Fassade (Ludwigstraße 34) mit Verwalterhaus (Ludwigstraße 38). | 1910                   |       |
| weitere Bilder           | Galluswarte                  | Mainzer Landstraße Lage | |                        |       |
| Mainzer Landstraße 86-88 | Doppelhaus                   | Mainzer Landstraße 86-88 Lage | Gründerzeitliches Wohnhaus, das vom Frankfurter Architekten Franz von Hoven (1842-1924) entworfen wurde. Die zweieinhalbgeschossige Straßenfront des Doppelhauses Nr. 86/88 weist typische Elemente der Neorenaissance auf. | 1885                   |       |
| Mainzer Landstraße 90-92 | Doppelhaus                   | Mainzer Landstraße 90-92 Lage | Das gründerzeitliche Doppelhaus entstand nach 1885 und vor 1897. Als Architekt ist Franz von Hoven zu vermuten. Das Gebäude weist typische Elemente der Neorenaissance auf. | nach 1885 und vor 1897 |       |
| Mainzer Landstraße 94-96 | Doppelhaus                   | Mainzer Landstraße 94-96 Lage | Das gründerzeitliche Doppelhaus Nr. 94/96 wurde von Adolf Heinrich von Renfer (* 1877) entworfen. Das Gebäude zeigt den Entwicklungssprung im Frankfurter Wohnungsbau der späten 1890er Jahre hin zu einer viergeschossigen Bebauung. | 1897                   |       |
| weitere Bilder           | Geschäftshaus                | Mainzer Landstraße 193 Lage | Geschäftshaus von 1906 nach Entwurf Julius Hermann Löhnholdt hinter Jugendstilfassade | 1906                   |       |
| weitere Bilder           | Geschäftshaus                | Mainzer Landstraße 257 Lage | Geschäftshaus hinter Jugendstilfassade mit reicher Bauzier | 1906                   |       |
| weitere Bilder           | Vereinshaus des Erbbaublocks | Mainzer Landstraße 414 Lage | Vereinshaus des Erbbaublocks |                        |       |